# Abduh Khal
Abduh Khal (en arabe : عبده خال) est un écrivain saoudien né en 1962. En 2010, il remporte le prix international de la fiction arabe pour son roman ترمي بشرر (tarmī bi-sharar), traduit en français sous le titre Les Basses Œuvres.

## Biographie
Abduh Khal est né en 1962 à Mijannah, un village situé dans le sud de l'Arabie saoudite. Il est diplômé de l'université King Abdul Aziz de Djeddah où il a étudié les sciences politiques. Il commence sa carrière d'auteur dans les années 1980 en écrivant des nouvelles. Il a depuis publiés de nombreux recueils de nouvelles, poèmes, livres pour enfants et romans. En parallèle de son activité d'écrivain, il est membre du conseil d'administration d'un club littéraire de contributeurs et éditorialistes au journal `ukāz.
En 2010, il est lauréat du prix international de la fiction arabe pour son livre ترمي بشرر (tarmī bi-sharar), qui a été par la suite traduit en anglais et en français.
Dans ses romans, Abduh Khal utilise une langue très riche qui mélange des dialectes vernaculaires de l'arabe à des registres plus littéraires, comme l'arabe coranique. De nombreuses scènes de ses ouvrages font référence à des topos de la littérature arabe médiévale. Il y traite notamment des transformations de la société saoudienne et des violences qui les accompagnent. Certains critiquent lui reprochent d'ailleurs la débauche de violence présente dans certains de ses livres.